# Sandrine Herman
Sandrine Herman, née le 2 juillet 1972, est une réalisatrice, art-thérapeute et médiatrice artistique française. Sourde, elle a été  directrice de collection sourde de L'Œil et la Main de 2003 à 2015, ainsi qu’animatrice et comédienne française. Elle est titulaire du titre professionnel d’art-thérapeute, inscrit au RNCP de France Compétences (niveau 6 européen), ainsi que de celui de médiatrice artistique en relation d'aide, inscrit au Répertoire spécifique de France Compétences.

## Biographie
Sandrine Herman est née sourde le 2 juillet 1972, à Paris (XVI). À partir de 1996, elle remplace Sabine Zerdoum comme présentatrice de l’émission L'Œil et la Main. En septembre 2003, elle devient la directrice de collection de L'Œil et la Main jusqu'à la fin de 2015 et cède sa place de directeur à Laurent Valo.

### Services rendus dans les activités sociales
Depuis sa prime jeunesse, Sandrine Herman est investie dans l'action associative. À ce titre, elle a été membre de la Fédération Nationale des Sourds de France - secteur jeune, cofondatrice du centre socio-culturel des sourds de Rennes, cofondatrice de la Compagnie « Deux Mains » (création artistique, pièces théâtrales), fondatrice et présidente de l’association « Wouaf’Signes » pour la promotion de la création d’un centre des chiens guides pour personnes sourdes, coprésidente de l'association nationale 2LPE (Deux Langues pour une Éducation), fondatrice et présidente honoraire de l’association « Les yeux pour entendre » (Centre socio-culturel des sourds et des entendants à Massy) et création d’un pôle de ressources académiques en langue des signes française (LSF) à Massy depuis la rentrée 2008.
Le point commun de tous ces engagements est la volonté farouche de promouvoir un vivre ensemble harmonieux entre sourds et entendants.

### Participation
L'engagement dans la visibilité de la langue des signes dans tous les champs sociaux est un des éléments de ce vivre ensemble.
En tant que personne sourde s'exprimant en langue des signes, Sandrine Herman a souvent été heurté par l'ostracisme auquel elle devait faire face. Aussi, faire que les sourds soient traités comme des citoyens à part entière est son cheval de bataille. Toute sa vie peut-être lue à l'aune de cet objectif. Ses efforts s'adressent en particulier aux enfants, qu'ils soient sourds ou entendants, car ce sont eux les véritables acteurs des changements sociétaux à venir.
C'est ainsi que, au-delà de ses engagements associatifs et de son travail professionnel, elle en est venue à s'engager politiquement. Elle a participé à la dernière campagne pour les élections municipales en s'inscrivant sur une liste électorale et est candidate pour l’élection municipale de 2008 à Massy mais elle n'est pas élue. À l'élection municipale de 2014, elle est inscrite sur la liste de la candidate PS-PCF-EELV Hella Kribi-Romdhane. De la sorte, elle espère bien que la présence des sourds à tous les niveaux de la vie collective sera bientôt ressentie comme banale. Aujourd’hui, elle est devenue art thérapeute pour « tous ».

### Vie personnelle
Elle a deux enfants entendants dont sa fille Anais Faure-Herman.

## Filmographie

### Documentaires - Clips - Courts-métrages
- 2003 : Avec ou sans chien écouteur ?
- 2004 : Éducateurs à part entière  – Prix des Mains d'Or pour la meilleure réalisatrice sourde
- 2004 : École de vie
- 2005 : Côté coulisses
- 2006 : Quel choix pour mon enfant ?
- 2009 : Sourds et malentendus
- 2009 : Lettre à Bernard Mottez
- 2010 : Musiciens sans bagages
- 2011 : Renaissance sourde africaine[9]
- 2012 : Clip « Indignez-vous » du groupe HK et Les Saltimbanks,
- 2012 : Haïti, Source d’Espoir, Point du Jour et International Deaf Emergency[10]
- 2013 : Albert Camus entre les lignes[11]
- 2013 : Quand il sera grand
- 2014 : L’écoute du cœur
- 2015 : L’abri américain
- 2016 : Clip « Ce soir, nous irons au bal », du groupe HK et Les Saltimbanks,
- 2016 : Bernard Truffaut, l’homme qui a rendu aux sourds leur histoire[12],
- 2016 : K par K, mon père militant
- 2018 : Le sens de Rap
- 2019 : Le clown et moi
- 2020 : Chevaux, miroirs de nos émotions
- 2021 : D'amour et de dépendance
- 2021 : Naitre dans la douceur
- 2022 : La loi de la récréation
- 2022 : Telle Mère, Telle Coda
- 2023 : Sexualité, on en parle ?
- 2023 : Influenceurs, sans filtre
- 2024 : Les Jeunes retraités
- 2024 : Sans Voix
- 2025 : Etudier, un point c'est tout

## Émissions de télévision
- 1994-2025 : L'Œil et la Main sur France 5

## Théâtre
- 1996 : Vous… et Nous ? écrit et mis en scène par Sandrine Herman.

## Distinctions

### Récompenses
- Mains d'Or 2004 : Meilleure réalisatrice sourde (grâce à l'émission L'œil et la main)[13]
- Prix de la réciprocité 2017 attribué par le mouvement des Réseaux d'Échanges Réciproques de Savoirs.

### Décoration
- Chevalière de l'ordre national du Mérite en 2017.